# بدر بن عبدالله بن فرحان

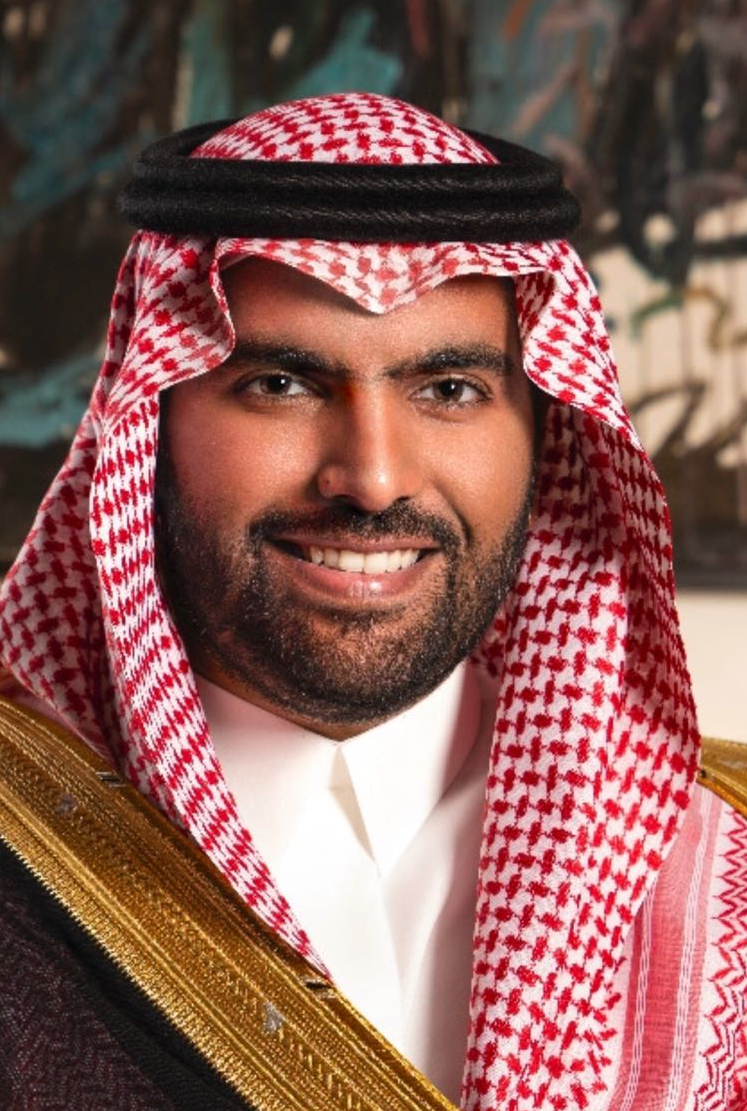
بدر بن عبدالله بن فرحان

بدر بن عبدالله بن فرحان (انگلیسی: Badr bin Abdullah bin Mohammed Al Farhan؛ زادهٔ) وزیر فرهنگ عربستان سعودی است. نام این شاهزاده به خاطر خرید نقاشی «سالواتور موندی» لئوناردو داوینچی، نقاش سرشناس عهد رنسانس ایتالیا بر سر زبان‌ها افتاد، او این اثر را به قیمت ۴۵۰،۳ میلیون دلار خرید.